# Aeroport de Nacala
L'aeroport de Nacala (codi IATA: MNC, codi OACI: FQNC) és un aeroport que serveix Nacala, al nord de la província de Nampula a Moçambic.
Es du a terme la rehabilitació de l'aeroport per a l'aviació comercial per part de l'empresa d'enginyeria i construcció multinacional brasilera Odebrecht International, part del conglomerat d'empreses Odebrecht. L'obra d'estació de càrrega i maneig de passatgers té un pressupost de 80 milions de dòlars. Es va signar un acord entre Moçambic i el govern del Brasil l'abril de 2011 per proveir fons per a la rehabilitació de l'aeroport, així com importants millores a la infraestructura al port de Beira. Tots dos projectes estan finançats pel Banc de Desenvolupament Econòmic i Social Nacional del Brasil (BNDES), com a part d'una inversió de 300 milions de dòlars a Moçambic per Brasil. El projecte consisteix en la construcció de terminals de passatgers i de càrrega, una torre de control, manteniment d'edificis, construcció d'extinció d'incendis, pista, estació de taxi, un estacionament i tot l'equip i sistemes necessaris. El projecte es farà en 23 mesos i l'entrega està prevista per a març de 2013.

## Instal·lacions
L'aeroport resideix en una elevació de 410 peus (125 m) per sobre del nivell mitjà del mar. Té una pista d'aterratge designat 02/20 amb una superfície d'asfalt de 2,500 per 45 metres (8,202 × 148 ft).

## Aerolínies i destinacions
| Aerolínies                 | Destinacions |
| -------------------------- | ------------ |
| LAM Aerolínies de Mozambic | Maputo       |